# ماركوس نوبل
ماركوس نوبل (28 يناير 1873 بسيدني في أستراليا - 22 يونيو 1940 في أستراليا) (بالإنجليزية: Monty Noble)‏ هو لاعب كريكت أسترالي. لعب مع فريق جنوب ويلز الجديد للكريكت ‏.

## وصلات خارجية
- ماركوس نوبل على موقع إي آس بي آن كريك إنفو (الإنجليزية)
- ماركوس نوبل على موقع قاعة أستراليا للمشاهير الرياضية (الإنجليزية)